# 紀元前595年
紀元前595年（きげんぜん595ねん）は、西暦（ローマ暦）による年。紀元前1世紀の共和政ローマ末期以降の古代ローマにおいては、ローマ建国紀元159年として知られていた。紀年法として西暦（キリスト紀元）がヨーロッパで広く普及した中世時代初期以降、この年は紀元前595年と表記されるのが一般的となった。

## 他の紀年法
- 干支 : 丙寅
- 日本
  - 皇紀66年
  - 神武天皇66年
- 中国
  - 周 - 定王12年
  - 魯 - 宣公14年
  - 斉 - 頃公4年
  - 晋 - 景公5年
  - 秦 - 桓公9年
  - 楚 - 荘王19年
  - 宋 - 文公16年
  - 衛 - 穆公5年
  - 陳 - 成公4年
  - 蔡 - 文侯17年
  - 曹 - 文公23年
  - 鄭 - 襄公10年
  - 燕 - 宣公7年
- 朝鮮
  - 檀紀1739年
- ユダヤ暦 : 3166年 - 3167年

## できごと

### 中国
- 衛の孔達が自殺し、晋への申し開きとすることで、晋の侵攻を免れた。
- 晋が鄭に侵攻した。
- 楚の荘王が斉への使者として申舟を送ったが、申舟は宋の人に殺害された。これを名分に楚が宋に侵攻し、これを包囲した。
- 魯の公孫帰父が斉の頃公と穀で会合し、晏弱と会見した。

## 死去
- ネコ2世
- 曹の文公